# 부키팅기

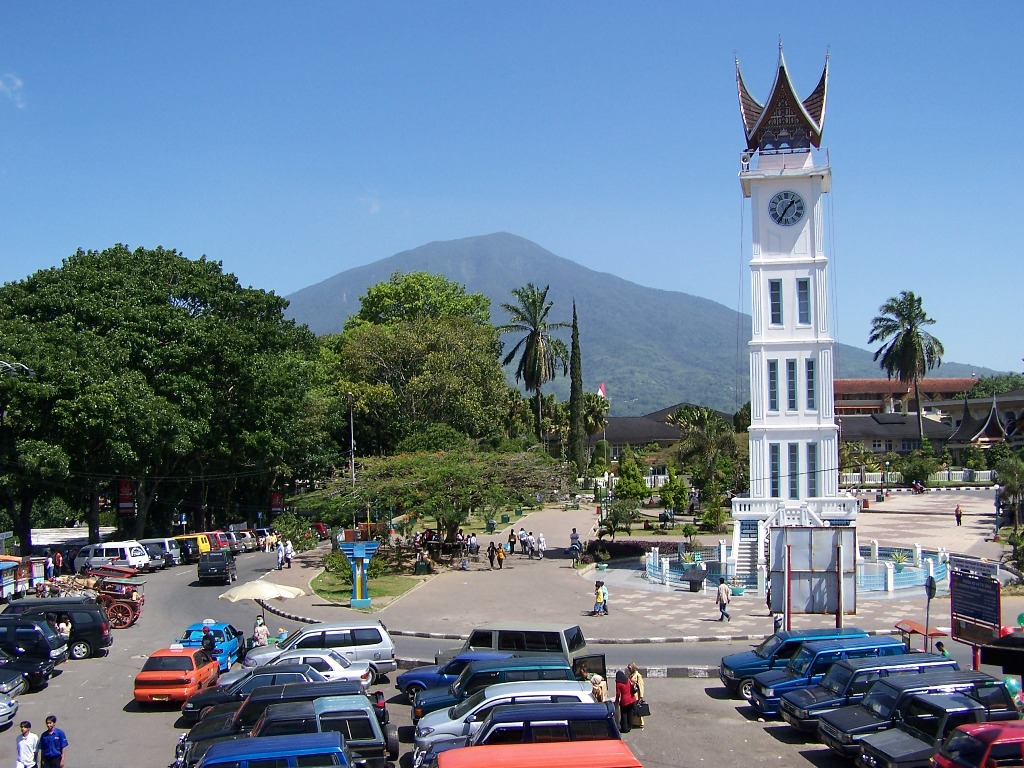
부키팅기

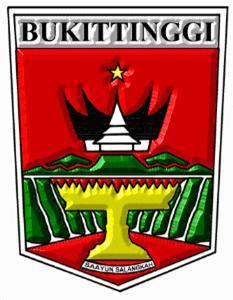
부키팅기 시 문장

부키팅기(인도네시아어: Kota Bukittinggi, 미낭카바우어: Bukiktinggi, 자위 문자: بوکيت تيڠݢي)는 인도네시아 수마트라바랏주의 도시로 면적은 25.24km2, 높이는 930m, 인구는 117,097명(2014년 기준), 인구 밀도는 4,600명/km2이다. 파당에서 90km 정도 떨어진 곳에 위치한다.